# Pristimantis jabonensis
Pristimantis jabonensis es una especie de anfibio anuro de la familia Craugastoridae.

## Distribución geográfica
Esta especie es endémica del estado de Trujillo en Venezuela. Se encuentra en Carache entre los 3100 y 3200 m sobre el nivel del mar en el páramo El Jabón en la cordillera de Mérida.

## Etimología
El nombre de la especie está compuesto de jabon y del sufijo latino -ensis que significa "que vive, que habita", y se le dio en referencia al lugar de su descubrimiento.

## Publicación original
- La Marca, 2007 "2006": Sinopsis taxonomica de dos generos nuevos de anfibios (Anura: Leptodactylidae) de los Andes de Venezuela. Herpetotropicos, vol. 3, n.º 2, p. 67-87.[4]